# Leioheterodon
Leioheterodon (Boulenger, 1893) è un genere di serpenti della famiglia Lamprophiidae, endemico del Madagascar e delle isole Comore.

## Tassonomia
Comprende le seguenti specie:
- Leioheterodon geayi (Mocquard, 1905)
- Leioheterodon madagascariensis (Duméril & Bibron, 1854)
- Leioheterodon modestus (Günther, 1863)